# Polizeiruf 110: Wandas letzter Gang
Wandas letzter Gang ist ein deutscher Kriminalfilm von Bernd Böhlich aus dem Jahr 2002. Es ist die 241. Folge innerhalb der Filmreihe Polizeiruf 110 und der vierte und letzte Fall für die Kriminalhauptkommissarin Wanda Rosenbaum. An ihrer Seite ermittelte Polizeihauptmeister Horst Krause.

## Handlung
Paul Kieslowskis Ehe ist zerbrochen. Er verkraftet es nicht, von seinem Sohn getrennt zu sein. Häufig erscheint er betrunken und belästigt seine ehemalige Familie. Mit der Zeit hat Maria Kieslowski sogar eine gerichtliche Verfügung erwirkt, damit sie vor ihrem Ex-Mann Ruhe hat. Doch dieser kümmert sich nicht darum. Eines Morgens erscheint er wieder mal betrunken und wird sogar gewalttätig. Seine Stieftochter und sein Sohn sind im Haus und müssen miterleben, wie der Streit eskaliert. Ihre Mutter wird mit einer gefährlichen Stichverletzung ins Krankenhaus gebracht. Der volltrunkene Paul Kieslowski wird von Horst Krause im Straßengraben aufgegriffen und in Haft genommen. Nachdem er wieder nüchtern ist, wird er vernommen. Er erinnert sich kaum an seine Taten und bezweifelt, dass er mit dem Brotmesser auf seine Ex-Frau eingestochen hat. Da es sich um einen „typischen“ Fall zu handeln scheint, ist die hochengagierte Kriminalkommissarin von ihm als Täter überzeugt und nötigt ihm ein Geständnis ab, ohne dass er bereits anwaltliche Unterstützung hat.
Vier Monate später ist die Gerichtsverhandlung und Paul Kieslowski wird wegen versuchter Tötung angeklagt. Nach Aussage von Maria Kieslowski und ihrer Tochter hat der Angeklagte die Tat begangen. Sein Sohn hingegen schweigt. Wanda Rosenbaum bekommt leichte Zweifel an Kieslowskis Schuld. Es ist durchaus möglich, dass Maria oder ihre Tochter die Verletzung herbeigeführt hat, um ihren Ex-Mann für lange Zeit los zu sein. Obwohl Wanda Rosenbaum damit ihre Dienstvorschriften bricht, bringt sie Kieslowski nach der Gerichtsverhandlung nicht direkt zurück in die Untersuchungshaft, sondern will versuchen, dass er mit seinem Sohn sprechen kann. Die Sache geht jedoch schief, denn Enrico ist nicht mehr in der Sporthalle der Schule, sondern hat das Training früher verlassen. In seiner Enttäuschung darüber schlägt Kieslowski um sich und trifft dabei Wanda Rosenbaum so unglücklich, dass sie stürzt und ihre Pistole verliert. Kieslowski zeigt mittlerweile deutliche Anzeichen einer schweren Störung der Impulskontrolle und ist eigentlich ratlos und überfordert mit der Situation, aber er nimmt die Pistole an sich und verursacht damit einen Großeinsatz des SEK. So in die Enge getrieben verschanzt er sich mit den noch anwesenden Kindern in der Turnhalle. Kieslowski fordert, mit seinem Sohn zu sprechen, da auch er hofft, dass er ihn entlasten kann. Doch das gestaltet sich schwierig. Der Junge hat sich versteckt. Wanda Rosenbaum gelingt es, Kieslowski zu überreden, einen Großteil der Geiseln freizulassen. Nur sie will bei ihm bleiben, doch er behält auch einen der Jungen mit seiner Mutter. Zufälligerweise ist das ausgerechnet Rosenbaums Tochter Annette und ihr Stiefsohn Franz. Kieslowski ist hin- und hergerissen zwischen der Durchsetzung seiner Ziele, der eigenen Hilflosigkeit und dem Wohl seiner Geiseln. Er möchte ihnen nichts tun, kann aber auch nicht so einfach aufgeben.
Während die Polizei schon seit Stunden fieberhaft nach Enrico sucht, bringt die Situation in der Turnhalle Rosenbaum und ihre Tochter dazu, über ihre Probleme miteinander zu reden. Kieslowski hingegen wird immer nervöser und versteht nicht, dass die Polizei seinen Sohn nicht findet. Das SEK unternimmt inzwischen ernsthafte Vorbereitungen, die Geiselnahme gewaltsam zu beenden. Glücklicherweise gelingt es Krause, Enrico zu finden. Der verschüchterte Junge sagt ihm, dass es sein Papa wirklich nicht war. Seine Schwester hatte das Messer genommen und seine Mutter ist selber im Streit hineingelaufen. Er hatte Angst, dass seine Schwester ins Gefängnis müsste, darum hat er nichts gesagt. Er bringt den Jungen zur Turnhalle und kommt gerade noch rechtzeitig, denn der Einsatzleiter ist kurz davor, das Gebäude stürmen zu lassen. Wanda Rosenbaum kann Kieslowski dazu bewegen, auch ihre Tochter und Franz freizulassen. Nachdem Kieslowski erfährt, dass Enrico ihn entlastet hat, ist er bereit aufzugeben. Als er mit der Pistole fuchtelnd aus der Turnhalle tritt, will ihn einer der Scharfschützen trotzdem erschießen, doch der Schuss trifft Wanda Rosenbaum, die kurz hinter Kieslowski aus der Turnhalle gelaufen kam.

## Hintergrund
Wandas letzter Gang wurde von der Thomas Wilkening Filmgesellschaft im Auftrag des ORB in Haidemühl, Welzow und Neupetershain-Nord gedreht.
Der Ausstieg von Jutta Hoffmann (Wanda Rosenbaum) wurde in den Medien mit einer gewissen Wehmut aufgenommen. Klaudia Brunst von der Berliner Zeitung ist der Meinung, dass „Wanda Rosenbaum eine besonders gute Fernsehkommissarin war. Ihre Fälle löste sie mit jener Mischung aus professioneller Weitsicht und psychologischer Intuition, die es in Wahrheit nur im Film gibt.“.

## Rezeption

### Einschaltquoten
Die Erstausstrahlung von Wandas letzter Gang am 30. Juni 2002 wurde in Deutschland von 6,32 Millionen Zuschauern gesehen und erreichte einen Marktanteil von 21,4 Prozent für Das Erste.

### Kritik
Rainer Tittelbach von tittelbach.tv vergibt insgesamt 5 von 6 Punkten und findet: „Wandas letzter Gang ist ein ganz starker Schlussakkord, ein psychologisches Kammerspiel von höchster Intensität, fein austariert gespielt von Jutta Hoffmann und Axel Prahl. […] Die Herzenswärme und Sprödigkeit, die Jutta Hoffmann und ihre Figur ausstrahlen, atmeten auch die Geschichten. Wie ein ätherisches Wesen schwebte die 61-Jährige mit weiten Schlabberhosen und reichlich Understatement durchs dörfliche Brandenburg.“
Die Kritiker der Fernsehzeitschrift TV Spielfilm zeigen den Daumen nach oben und meinen: „Ein bewegender Abgang, klasse gespielt.“